# 마이크로도트

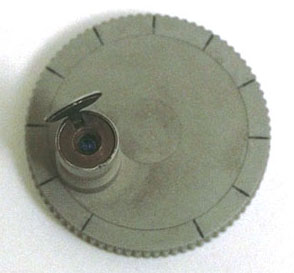
마크 IV 마이크로도트 카메라

마이크로도트(microdot)은 매우 작은 크기로 축소한 이미지를 의미한다.

## 같이 보기
- 포토리소그래피